# Videojuegos en Linux

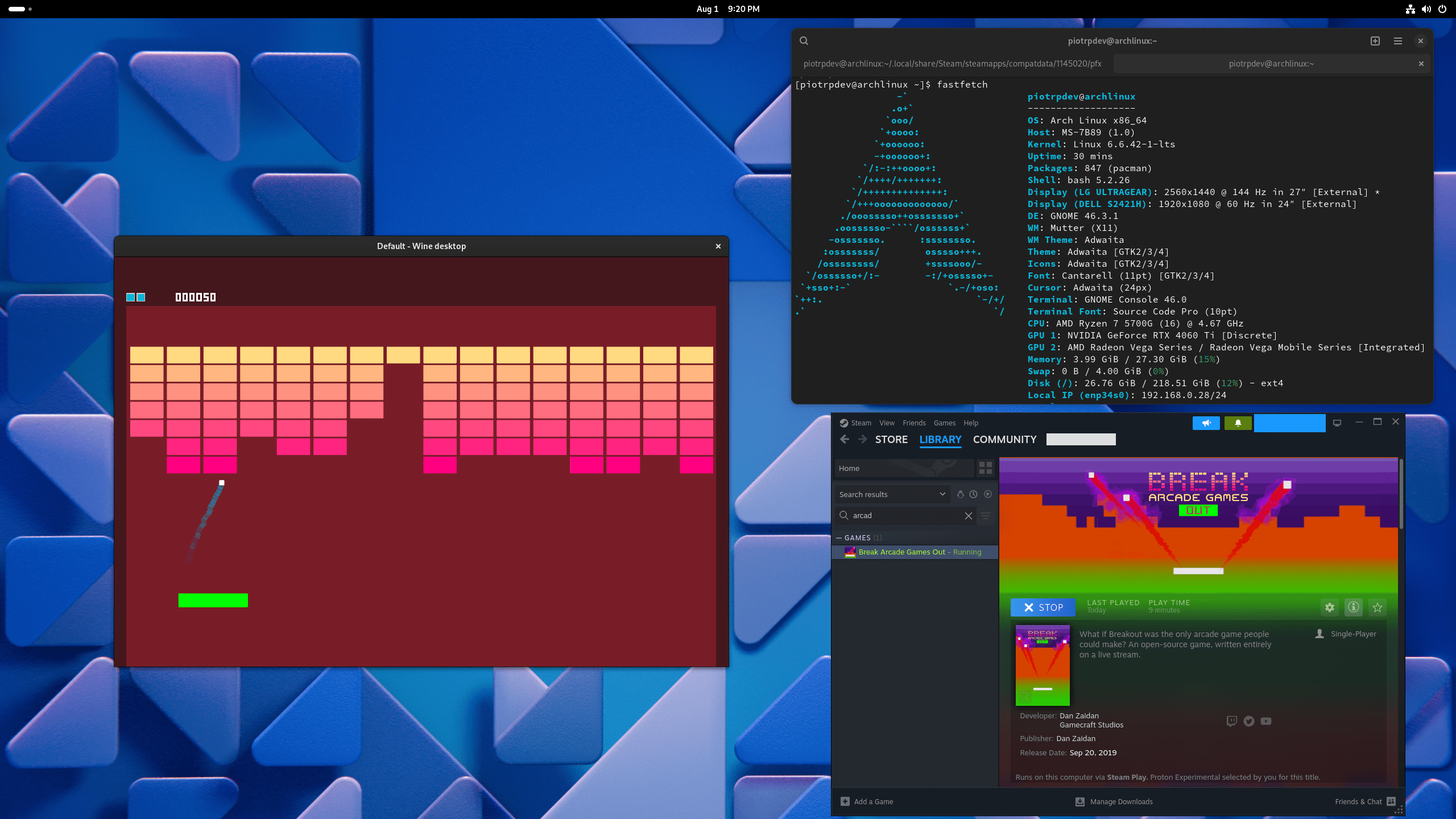
El videojuego Break Arcade Games Out ejecutándose en Arch Linux

Los videojuegos en Linux es un tema que engloba el videojuego en el sistema operativo GNU/Linux, incluyendo videojuegos de software libre, videojuegos comerciales y la industria del videojuego en Linux, software para ejecutar juegos de Windows en Linux como Wine y Proton,videoconsolas basadas en Linux como Pandora o la Steam Deck, y distribuciones de Linux diseñadas para videojuegos como Nobara Linux.
La mayoría de desarrolladores de videojuegos priorizan desarrollar videojuegos para Windows antes que para Linux, ya que Windows tiene una cuota de mercado más grande. En mayo de 2025 un 2,69% de los usuarios de Steam usan Linux frente al 95,45% que usan Windows. Lo que es un aumento importante respecto a 2020 donde el uso de Linux era del 0,9%
En lo que se refiere al soporte y desarrollo, en Linux existen bibliotecas dedicadas a gráficos para videojuegos, principalmente OpenGL y Vulkan, además de ALSA, OpenAL y SDL. Sobre el soporte de hardware, ya que los videojuegos hacen un uso intensivo de este, el proyecto DRI provee controladores para tarjetas gráficas de código abierto, y empresas como NVIDIA y AMD también liberan los controladores para Linux, de sus tarjetas de gráficas. La mayoría de periféricos como mandos de videojuegos y demás periféricos de computadora, también funcionan en GNU/Linux. Existen varias herramientas para el desarrollo de juegos que corren en Linux, incluyendo Blender, Godot, o Unity.

## Historia
Los videojuegos en GNU/Linux comenzaron en gran parte como una extensión de la ya presente escena de los videojuegos en UNIX, con ambos sistemas compartiendo varios títulos similares.[cita requerida] Esos juegos eran en su mayoría originales o clones de videojuegos arcade y aventuras de texto. Un ejemplo notable de esto fue una colección de títulos de ficción interactivos llamada BSD Games. Las metodologías del software libre y de código abierto que dieron origen al desarrollo de los sistemas operativos en general, también dieron lugar a la creación temprana de varios videojuegos. Entre los primeros títulos populares se incluyen NetHack, Netrek, xBill, XEvil, xbattle, Xconq o XPilot.[cita requerida] Como el sistema operativo creció y se expandió por sí mismo, la cantidad de juegos libres y de código abierto también incrementaron en escala y complejidad.
El inicio de los videojuegos comerciales para GNU/Linux se atribuye a menudo que comenzó en 1994 cuando Dave D. Taylor trasladó en su tiempo libre el popular videojuego Doom a GNU/Linux, así como a otras plataformas. Desde entonces, Dave ayudaría a fundar el estudio de desarrollo Crack dot Com, que lanzó el videojuego Abuse, con una versión para GNU/Linux publicada por Red Hat. id Software, el desarrollador original de Doom, también continuó lanzando sus productos en GNU/Linux. Su juego Quake fue portado a GNU/Linux en 1996, de nuevo, por un empleado trabajando en su tiempo libre. Más tarde, los productos de id Software siguieron siendo portados por David Kirsch y Timothee Besset respectivamente.[cita requerida] En 1995 DUX Software contrata a Don Hopkins para portar SimCity a Linux. Otros de los primeros juegos comerciales para GNU/Linux fueron Hopkins FBI, un juego de aventura lanzado en 1998 por MP Entertainment, e Inner Worlds en 1996, que fue lanzado y desarrollado en su mayoría para Linux. En 1998 dos programadores de Origin Systems trasladaron Ultima Online a Linux.

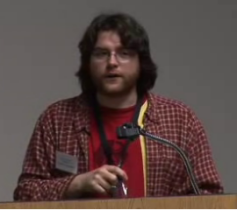
Ryan Gordon sigue siendo una figura influyente de la industria.

En 1998, fue fundada una nueva firma de software, llamada Loki Software, por Scott Draeker, un ex abogado que se interesó en portar juegos a Linux luego de haberse introducido en el sistema a través de su trabajo como un abogado de licenciamiento de software. A pesar del fracaso comercial, se atribuye a esta compañía el nacimiento de la industria moderna de videojuegos en GNU/Linux. Loki desarrolló varias herramientas de software libre tales como Loki installer (también conocido como Loki setup), y apoyó el desarrollo de SDL, así como iniciar el proyecto de la biblioteca de audio OpenAL. A menudo se les solía reconocer como la piedra angular del desarrollo de juegos en GNU/Linux.[cita requerida] También fueron responsables de traer diecinueve juegos de alto nivel a la plataforma antes de que la empresa cerrara en el año 2002.[cita requerida] El éxito inicial de Loki también atrajo a otras empresas a invertir en el mercado de juegos de Linux, tales como Tribsoft, Hyperion Entertainment, Macmillan Digital Publishing USA, Xatrix Entertainment, y Philos Laboratories.[cita requerida] En el año 2000 el programador Michael Simms fundó Tux Games, uno de los primeros distribuidores de videojuegos en línea para GNU/Linux.Después del cierre de Loki en 2002,[cita requerida] el mercado de los videojuegos en Linux sufrió varios cambios. Aunque algunas nuevas empresas, como Linux Game Publishing y RuneSoft, en gran medida continuaron el rol de ser portadores de juegos a la plataforma de Linux,[cita requerida] el enfoque comenzó a cambiar con los defensores de los juegos en Linux animando a los desarrolladores de juegos a portar sus productos por sí mismos o a través de contratistas individuales.
Fue influyente en esto Ryan C. Gordon, un exempleado de Loki que en la siguiente década porto varios títulos a muchas plataformas, incluyendo Linux.
En esta época muchas compañías, como Id Software, comenzaron a liberar el código fuente de sus juegos antiguos, lo que hizo proliferar que muchos juegos antiguos salieran para Linux y otros sistemas.[cita requerida] El mercado de juegos en Linux también experimentó un cierto crecimiento en los años 2010, con el crecimiento del videojuego independiente, con muchos desarrolladores indie dando soporte a Linux.[cita requerida] La iniciativa Humble Indie Bundle ayudó a demostrar formalmente este nueva tendencia.[cita requerida]
En julio de 2012, el director administrativo y cofundador de Valve, Gabe Newell, confirmó en una entrevista que su plataforma de distribución de videojuegos Steam tendría soporte para Linux. Valve también portó a Linux uno de sus títulos más recientes, Left 4 Dead 2,  y publicaron un post en su blog mostrando cómo el rendimiento de este juego era superior en Linux respecto a Windows.
En noviembre de 2012, Unity Technologies publicó una nueva versión de su motor de videojuegos llamada Unity 4 que añadió soporte para Linux. Desde entonces Unity puede usarse en Linux, y permite exportar juegos en Linux.
En febrero de 2022 Valve lanzó la Steam Deck, una computadora portátil para jugar a videojuegos que trae la distribución de Linux SteamOS, instalado por defecto. La popularidad de la Steam Deck provocó un gran aumento en la cantidad de usuarios de Steam que usaban Linux, pasando de un 0,9% en 2020,a un 2,06% en 2022.

## Videojuegos que funcionan en Linux
Muchos videojuegos funcionan en Linux, algunos de forma nativa y otros a través de capas de compatibilidad como Proton.

### Videojuegos libres y de código abierto

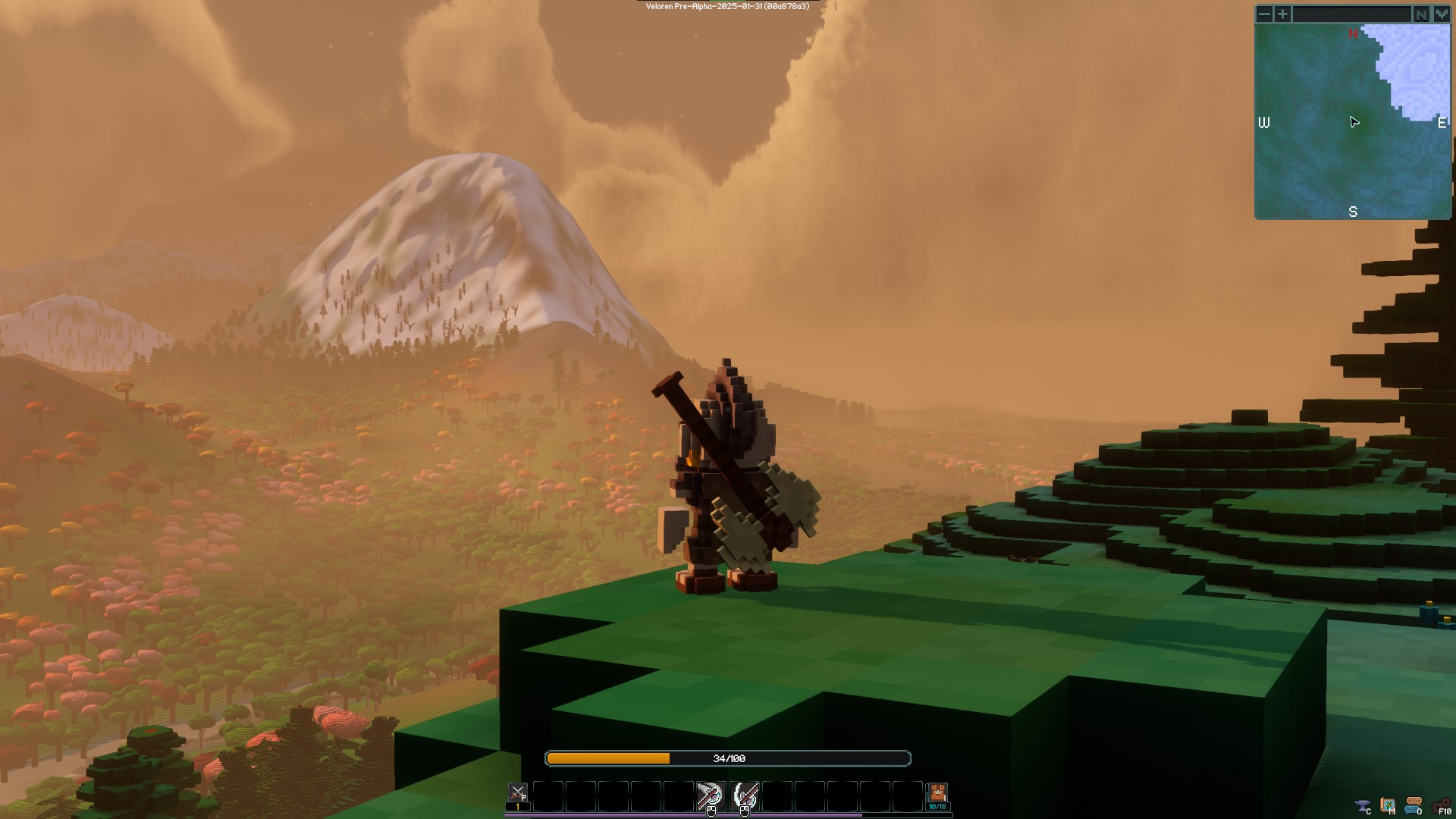
Veloren un videojuego de rol y mundo abierto libre.

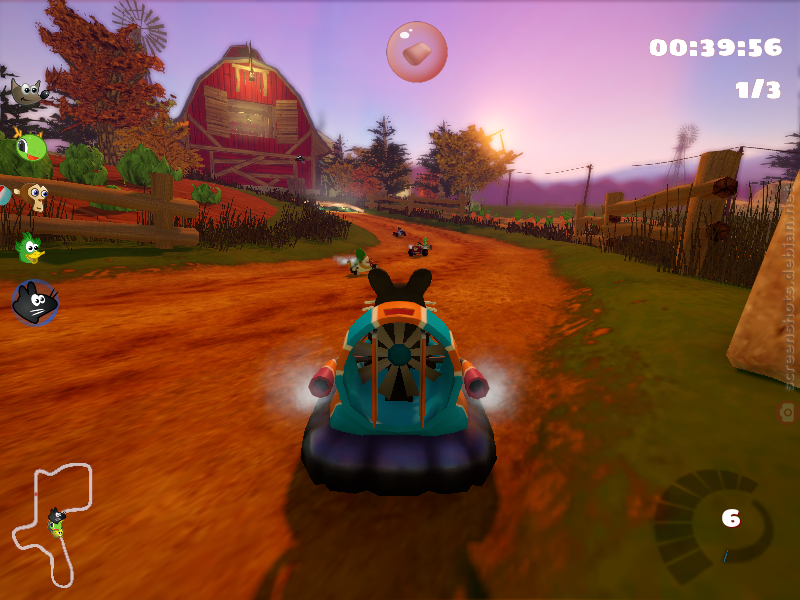
Super Tux Kart un videojuego de carreras libre.

Existen muchos videojuegos libres y de código abierto desarrollados para GNU/Linux. Muchos desarrolladores de videojuegos libres tienen interés en GNU/Linux debido a que es libre a su vez.

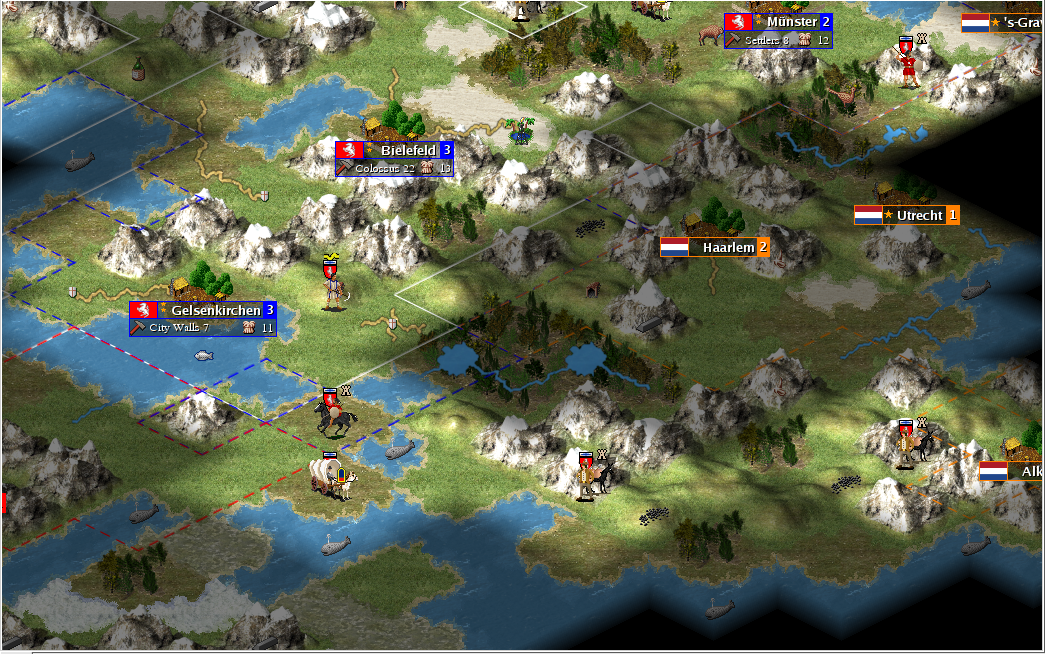
Freeciv un videojuego de estrategia libre inspirado en Civilitation.

Entre algunos de los videojuegos libres notables se encuentran: Luanti, Tux Racer, 0ad, 2048, o Warzone 2100.
También existen un gran número de clones y videojuegos que están inspirados en otros videojuegos ya existentes, como por ejemplo Freeciv está inspirado en Civilitation I,  OpenTTD en Transport Tycoon, SuperTux en Super Mario Bros, o SuperTuxKart en Mario Kart.

### Videojuegos comerciales nativos
La mayoría de los usuarios que juegan a videojuegos en computadoras personales usan Windows, mientras que Linux es usado una minoría de los usuarios.Por lo que en general, la mayoría de desarrolladores de videojuegos dan soporte a Windows principalmente como plataforma.
Sin embargo muchos desarrolladores de videojuegos han mostrado interés por Linux, como Valve cuyos videojuegos (Counter-Strike, Half-Life, Portal, Team Fortress 2, o Left 4 Dead 2, entre otros) funcionan todos de forma nativa en Linux.Loki Software que fue una empresa que se dedicó a portar muchos videojuegos a Linux como Tribes 2, Unreal Tournament, Postal, entre otros. Id Software que portaron muchos videojuegos a Linux como Quake, Doom, Wolfenstein: Enemy Territory, entre otros.

### Videojuegos portados

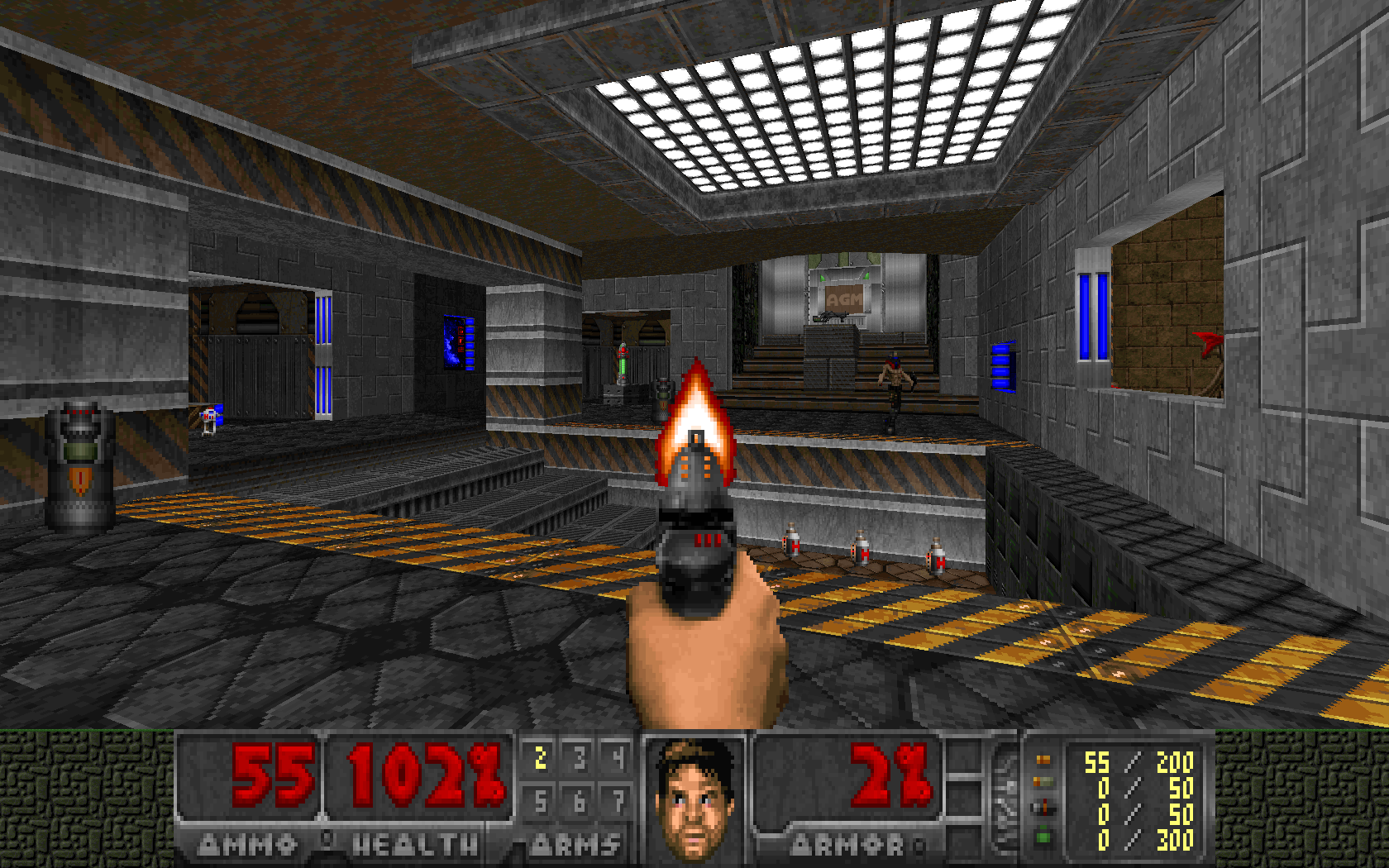
Freedoom una versión libre del videojuego Doom.

Algunos desarrolladores de videojuegos liberan el código fuente de sus juegos, permitiendo su ejecución en otras plataformas, como Linux, como por ejemplo: Doom, Duke Nukem 3D, Shadow Warrior, Rise of the Triad, Quake,  Quake II, Quake III, Seven Kingdoms, Warzone 2100, Homeworld, Call to Power II, Wolfenstein 3D, Heretic, Hexen, Hexen II, Aliens versus Predator, Descent, Descent II o Freespace 2.
Algunos videojuegos se han portado a Linux total o parcialmente mediante ingeniería inversa o recreación del motor de videojuego como WarCraft II, o Commander Keen.
En ocasiones se recrean videojuegos con recursos libres para Linux, con el objetivo de obtener versiones totalmente libres de un videojuego como Urban Terror, OpenArena, Freedoom, World of Padman, Nexuiz / Xonotic,  War§ow o Excalibur: Morgana's Revenge.

### Videojuegos en Steam
Valve lanzó oficialmente la plataforma de videojuegos Steam para Linux el 14 de febrero de 2013. Desde entonces, hay más de 17 500 juegos en Steam disponibles para Linux.

## Emulación y capas de compatibilidad
Existe software que permite ejecutar en Linux videojuegos de otras plataformas.

### Capas de compatibilidad con Windows
Muchos videojuegos de Windows pueden ejecutarse en Linux usando las capas de compatibilidad Wine y Proton.
Proton tiene una base de datos actualizada por los usuarios, describiendo la compatibilidad de las aplicaciones conocida como ProtonDB. Muchos juegos pueden ejecutarse gracias a esta capa de compatibilidad, como: Sekiro, Doom (2016), Cuphead, Resident Evil 2 (2019), Stray, Hades, Metal Gear Solid V, entre muchos otros.
El uso de Wine y Proton ha llegado a causar controversia entre algunos usuarios de Linux, ya que algunos consideran que está dificultando o impidiendo el desarrollo de videojuegos nativos para Linux.

### Emulación
Existen muchas máquinas virtuales y emuladores que permiten ejecutar en Linux juegos de videoconsolas u otros sistemas operativos, como PCSX2 que es un emulador para jugar videojuegos de PlayStation 2 en Linux, o Dolphin es un emulador de GameCube, Wii, y Triforce para Linux, entre muchos otros emuladores.